# 逢澤真里亞
逢澤真里亞（日语：逢沢まりあ，1994年5月14日—），日本AV女優。所屬事務所是スカイプロモーション。

## 簡歷
2017年6月以Alice Japan的專屬女優身分出道。
2017年11月12日於Twitter上宣布離開Alice Japan的專屬身分。
2018年2月為Attackers、3月到4月為Madonna的專屬女優。之後以企劃單體女優的身分進行活動。
2018年9月30日於官方Twitter上宣布所屬事務所移到スカイプロモーションに（前所屬はギルフィー）。
演出的作品「童貞100人筆おろし〜セックスするまで死ねない全ての童貞諸君（ナカマ）に捧げる童貞喪失ドキュメント〜」（2019年2月1日、PRESTIGE）進入AV OPEN 2018的企劃部門。

## 人物
出身於埼玉縣。
興趣是購物，擅長球類運動。

## 外部連結
- 逢澤真里亞的X（前Twitter）（2017年5月21日 - ）
- 逢澤真里亞的X（前Twitter）（2020年10月27日 - ）
- 逢沢まりあOfficial Website

專屬契約的廠商
- Alice Japan /出演女優一覧 /逢沢まりあ
- Attackers /女優一覧 /逢沢まりあ （页面存档备份，存于）
- Madonna /女優一覧 /逢沢まりあ （页面存档备份，存于）